# Contea di Moffat
La contea di Moffat, in inglese Moffat County, è una contea dello Stato del Colorado, negli Stati Uniti. La popolazione al censimento del 2000 era di 13 184 abitanti. Il capoluogo di contea è Craig.

## Geografia
La contea si trova nel nord-est dello Stato, al confine con Wyoming e Utah. Si trova nella parte settentrionale dell'Altopiano del Colorado. Il fiume principale è lo Yampa, che scorre verso ovest e incontra il fiume Green nel Dinosaur National Monument vicino al confine con lo Utah. Gran parte del Dinosaur National Monument si estende nella conta di Moffat. Il territorio è diversificato: montuoso, intervallato da canyon e dalle valli dei fiumi Yampa e Snake, e pianeggiante nelle alte pianure deseriche.

### Contee confinanti
- Contea di Sweetwater (Wyoming) - nord
- Contea di Carbon (Wyoming) - nord
- Contea di Routt - est
- Contea di Rio Blanco - sud
- Contea di Uintah (Utah) - ovest
- Contea di Daggett (Utah) - ovest

## Storia
La valle del fiume Yampa era abitata dal popolo Ute prima dell'arrivo dei coloni. Fu chiamata così in onore di David. H. Moffat, magnate del Colorado.

## Comuni
L'unica city è Craig, il capoluogo di contea, mentre l'unica town è Dinosaur.